# Carsten Ramelow
 (décembre 2011).
Si vous disposez d'ouvrages ou d'articles de référence ou si vous connaissez des sites web de qualité traitant du thème abordé ici, merci de compléter l'article en donnant les références utiles à sa vérifiabilité et en les liant à la section « Notes et références ».
Carsten Ramelow, né le 20 mars 1974 à Berlin-Ouest en  Allemagne de l'Ouest (aujourd'hui Berlin, Allemagne) est un footballeur allemand. Il évoluait au poste de défenseur central ou de milieu de terrain défensif.
Avec Michael Ballack et Bernd Schneider, il fut l'une des pièces maîtresses de l'équipe du Bayer Leverkusen qui, en 2002, était en mesure de réaliser un triplé historique en remportant la Bundesliga, la Coupe d'Allemagne et la Ligue des champions. Le Bayer Leverkusen terminera à chaque fois à la deuxième place dans ces compétitions.
La même année, Ramelow finit aussi à la deuxième place de la Coupe du monde (battu 2 - 0 par le Brésil).

## Biographie

### En club
Après une première partie de carrière au sein du Hertha Berlin, Ramelow a rejoint en 1995, le Bayer Leverkusen, club qu'il ne va plus quitter par la suite. Avec des joueurs comme Jens Nowotny, Oliver Neuville, Bernd Schneider, Zé Roberto et Michael Ballack, le Bayer Leverkusen apparaît comme l'une des meilleures formations du championnat allemand au début des années 2000. Cependant, le palmarès du club restera vierge pendant toute cette période. Lors de la saison 2001-2002, Le Bayer Leverkusen, longtemps leader de la Bundesliga, laisse échapper le titre dans les dernières journées. Qualifié en finale de la Coupe d'Allemagne (DFB Pokal), Leverkusen est battu par Schalke 04 4 à 2. Puis c'est le titre en Ligue des Champions que le club laisse échapper lors d'une finale remportée par le Real Madrid. 
Si après cette année (qui aurait pu être) historique, de nombreux joueurs comme Ballack, Lúcio ou Zé Roberto quittent le club, Ramelow reste et devient petit à petit capitaine de l'équipe. Les saisons qui suivent ne seront pas aussi bonnes que celle de 2001/2002. En mars 2008, après de multiples blessures, Ramelow mettra un terme à sa carrière de joueur.

### En sélection
La même année, Ramelow est sélectionné pour participer à la Coupe du monde 2002. Habituellement milieu défensif, il est repositionné défenseur central en lieu et place de Jens Nowotny, son coéquipier, forfait pour le tournoi. Malgré des prestations convaincantes à ce poste, il ne peut empêcher la victoire du Brésil en finale. Il a donc disputé et perdu trois finales en 2002. Cette finale sera la dernière apparition de Ramelow dans un tournoi international puisqu'il ne sera pas retenu pour l'Euro 2004 et la Coupe du monde 2006. 
Carsten Ramelow n'a remporté aucun titre que ce soit en club ou en sélection.

## Carrière
- 1991-1995 : Hertha BSC ( Allemagne)
- 1996-2008 : Bayer Leverkusen ( Allemagne)[1],[2]

## Palmarès
- Finaliste de la Coupe d'Allemagne : 1993 (Hertha BSC Berlin II)
- Finaliste de la Coupe du monde : 2002 (Allemagne).
- Finaliste de la Ligue des champions : 2002 (Bayer Leverkusen).
- Finaliste de la Coupe d'Allemagne : 2002 (Bayer Leverkusen).

## Sélection nationale
46 sélections en équipe d'Allemagne, 3 buts 